# Steekpartij in Schiedam-Noord op 23 februari 2025
Op 23 februari 2025 vond een dodelijke steekpartij plaats in Schiedam-Noord in de wijk Spaland op de Fjorddal. Daarbij kwam de 13-jarige Joni met 17 messteken om het leven. De steekpartij kwam groot in het nationale nieuws, omdat de dader slechts 13 jaar oud was.

## Achtergrond
Rond 17:30 werd er een melding gedaan bij de politie via het noodnummer 112 van een neergestoken persoon. Joni kon uit het bos lopen, belde aan bij een huis op de Fjorddal en bezweek voor de deur. De politie rukte groot uit. Om 18.15 werd de dader, een 13-jarige jongen van Turkse komaf aangehouden in een huis, slechts 100 meter verwijderd van het plaats delict. De dader kwam lachend naar buiten tijdens zijn arrestatie.
Joni stierf tweeënhalf uur later op de intensive care van het Erasmus MC.

## Motief
De advocaat van de jongen verteld dat de dader zich schuldig pleit, maar wel aangeeft dat het steken voorkwam uit een gevoel om zichzelf te verdedigen.
De aanleiding tot de steekpartij is onbekend. Er werd rekening gehouden met twee mogelijke scenario's:
- Eerste scenario: Het was bekend dat Joni (het slachtoffer) en de dader een gewelddadige roofoverval pleegden op een 65-jarige vrouw, terwijl zij aan het fietsen was, wat ook gebeurde in Schiedam-Noord. De dader stak de vrouw vervolgens in haar rug, terwijl zij probeerde te ontkomen aan de twee jongens. Joni zou hier mogelijk na het delict spijt van hebben en wou naar de politie stappen. Uiteindelijk kwam de dader hierachter, waarvoor Joni werd doodgestoken in het bos aan de Fjorddal.[2]
- Tweede scenario: De dader gaf aan bij zijn advocaat dat hij de jongen neerstak om zichzelf te verdedigen.

De 13-jarige dader was afkomstig van de grens tussen de wijken Groenoord en Spaland. De dader liep volgens jongeren uit de noordelijke wijken van Schiedam vaker met een wapen rond. Hij leek geïnspireerd te zijn door de drillrapscène uit de probleemwijk Groenoord, waar al een langere tijd problemen zijn op het gebied van dichtbevolkte gebieden, jeugdbendes, wapenbezit/illegaal vuurwapenbezit en drugs.